# Nocloa nesaea
Nocloa nesaea là một loài bướm đêm trong họ Noctuidae.